# Radoslav Momirski
Radoslav Momirski  (* 4. September 1919 in Novi Sad, Jugoslawien, heute Serbien; † 12. Februar 2007 in Augsburg, Deutschland) war ein jugoslawischer Fußballtrainer, der mehrere Vereine in Deutschland darunter Bayer 04 Leverkusen, VfL Wolfsburg und den VfL Osnabrück trainierte.

## Leben
Geboren wurde Radoslav Momirski am 4. September 1919 in Novi Sad in Jugoslawien. Nach einem abgeschlossenen Studium der Wirtschaftswissenschaften entschied er sich eine Trainerlaufbahn einzuschlagen.
In einem Trainerlehrgang im Jahr 1950 zusammen mit Karl-Heinz Heddergott, Fritz Herkenrath, Helmuth Johannsen, Julius Ludorf, Hans Rohde, Rudi Schlott, Paul Schneider, Richard Schneider und Horst Stürze hat er unter der Leitung von Sepp Herberger das Trainerexamen bestanden.
Seine erste Station als Trainer trat er 1949 beim SV Bergisch Gladbach 09 an, der in der 2. Oberliga West (II) spielte. Hier war er bis zum Wechsel zum VfR Mannheim 1952 tätig, die Trainerstelle in Mannheim besetzte er in der Saison 1952/53. Vom Mai bis zum September 1953 war er Trainer beim 1. FC Saarbrücken der in der Oberliga Südwest spielte.
Später war er Trainer beim MSV Duisburg, wo er im März 1955 entlassen wurde. Nach Meinung des Vereins hatte er in einem Interview den MSV in der Öffentlichkeit geschadet.
Von 1955 bis 1958 war er Trainer des SSV Troisdorf 05. Nach seiner Zeit in Troisdorf lebte er bis 1961 in Novi Sad. Mit der Rückkehr nach Deutschland besetzte er die Trainerstelle von Wormatia Worms. In der Saison 1964/65 war er Trainer bei Kickers Offenbach, von 1965 bis 1967 anschließend bei TSV Schwaben Augsburg. Danach übernahm er die Trainerstelle beim SV Darmstadt 98 zur Saison 1967/68 in der Fußball-Regionalliga Süd.
Von 1968 bis zum 17. Juni 1970 war er Trainer des VfL Osnabrück in der damals zweitklassigen Fußball-Regionalliga Nord. Hier wurde er der Baumeister des Osnabrücker Fußballaufschwungs der aus der zweimaligen Nordmeisterschaft und der nachfolgenden Teilnahme an der Aufstiegsrunde in die erste Bundesliga bestand. In der Aufstiegsrunde 1969 musste der VfL sich als Zweiter RW Essen mit 14 zu 11 Punkten geschlagen geben, weshalb es nicht zum Aufstieg reichte. Die im darauffolgenden Jahr gewonnene Nordmeisterschaft konnte in der Aufstiegsrunde nicht mehr ausgebaut werden. Nach der 0:6-Niederlage im Gruppenspiel beim Karlsruher SC wurde er als Trainer entlassen.
Danach führte er seine Trainertätigkeit in der Regionalliga Südwest in der Saison 1971/72 beim SV Röchling Völklingen fort, den er zur Vizemeisterschaft der Regionalliga Südwest führt, dem bis dahin größten Erfolg der Vereinsgeschichte.  Anschließend war er beim FC 08 Homburg und mit Unterbrechungen erneut bei Wormatia Worms.
Kurzzeitig war er 1976 Trainer bei Bayer 04 Leverkusen. Nach der Tätigkeit in Leverkusen zog es ihn zum VfL Wolfsburg wo er bis zum Sommer 1977 die Mannschaft trainierte.
Im Frühjahr 1978 kehrte er zum abstiegsbedrohten VfL Osnabrück zurück und schaffte den Klassenerhalt in der 2. Fußball-Bundesliga. Hier erfuhr er am 23. September 1978 seinen größten Triumph mit dem 5:4-Sieg gegen den FC Bayern München im DFB-Pokal im Münchner Olympiastadion. Da die nächste Saison wiederum schlecht lief, wurde er im April 1979 entlassen.
Seinen Lebensabend verbrachte er in Augsburg. Er starb am 12. Februar 2007 im Alter von 87 Jahren nach schwerer Krankheit in Augsburg.